# Terror of the Range
Terror of the Range é um seriado estadunidense de 1919, no gênero Western, dirigido por Stuart Paton, em 7 capítulos, estrelado por George Larkin e Betty Compson. O seriado foi produzido por Diando Film Corporation, distribuido pela Pathé Exchange, e veiculou nos cinemas dos Estados Unidos entre 2 de fevereiro e 16 de março de 1919.
Este seriado é considerado perdido. Foi o único seriado produzido pela Diando Film Corporation.

## Elenco
- George Larkin … John Hardwick
- Betty Compson … Thelma Grant
- Horace B. Carpenter … James Grant (creditado H.B. Carpenter)
- Fred Malatesta … Black John (creditado Fred M. Malatesta)
- Ora Carew … Vampire
- True Boardman … Broncho Haryigan
- Walter MacNamara
- Alice Saunders
- William Quinn (creitado Billy Quinn)

## Capítulos
1. Prowlers of the Night
2. The Hidden Chart
3. The Chasm of Fear
4. The Midnight Raid
5. A Threat from the Past
6. Tangled Tales
7. Run to Earth